# اینتل ۸۰۲۸۶
اینتل ۸۰۲۸۶(همچنین به بازار عرضه شده با نام iAPX 286 و اغلب اینتل ۲۸۶) یک ریزپردازنده ۱۶ بیتی بود که در ۱ فوریهٔ ۱۹۸۲ معرفی شد. این اولین واحد پردازش مرکزی(CPU) مبتنی بر ۸۰۸۶ با گذرگاه‌های داده و آدرس غیر تسهیم شده و همچنین اولین ریزپردازندهٔ دارای مدیریت حافظه و توانایی‌های گستردهٔ حفاظتی بود. ۸۰۲۸۶ از ۱۳۴۰۰۰ ترانزیستور استفاده کرد و مانند ۸۰۱۸۶ می‌توانست به خوبی بیشتر نرم‌افزارهای نوشته شده برای پردازنده‌های قدیمی‌تر، اینتل ۸۰۸۶ و ۸۰۸۸ را اجرا بکند.
۸۰۲۸۶ در آغاز برای رایانه‌های شخصی آی‌بی‌ام ای‌تی - که در ۱۹۸۴ معرفی شد - و سپس برای بیشتر رایانه‌های شخصی سازگار با آن تا اوایل دههٔ ۱۹۹۰ استفاده می‌شد.

## تاریخچه
سرعت ساعت اولین تراشه‌های ۸۰۲۸۶ حداکثر ۴٬۶ یا ۸ مگاهرتز بودند و در نسخه‌های بعدی به ۱۲٫۵ مگاهرتز رسید. بعداً ای‌ام‌دی و هریس تراشه‌های ۱۶٬۲۰ و ۲۵ مگاهرتزی تولید کردند. اینترسیل و فوجیتسو نیز نسخه‌هایی برای دستگاه‌هایی که تغذیهٔ آنها از باتری بود تولید کردند.
به طور میانگین، ۸۰۲۸۶ سرعتی به اندازه ۰٫۲۱ دستور در سیکل داشت، البته می‌توانست در کدهای بهینه‌سازی شده و در حلقه‌ها به ۲ دستور در سیکل نیز برسد.